# Cabana din pădure
The Cabin in the Woods (2012) este un film de groază american regizat și co-scris de Drew Goddard și co-scris și produs de Joss Whedon. În rolurile principale interpretează actorii Kristen Connolly, Fran Kranz, Chris Hemsworth, Jesse Williams, Anna Hutchison, Bradley Whitford și Richard Jenkins. A avut premiera la 13 aprilie 2012. 

## Povestea
Cinci tineri merg la o cabană într-o pădure dar ajung să devină victimele unui sacrificiu de împăcare a unor zei giganți nemiloși aflați sub pământ.

## Actori

### Roluri principale
- Kristen Connolly este Dana Polk (Virgina) [7][8][9][10]
- Fran Kranz este Marty Mikalski (Nebunul)
- Chris Hemsworth este Curt Vaughn (Sportivul)
- Anna Hutchison este Jules Louden (Desfrânata)
- Jesse Williams este Holden McCrea (Învățatul)

### Roluri secundare
- Richard Jenkins este Gary Sitterson
- Bradley Whitford este Steve Hadley
- Brian White este Daniel Truman
- Amy Acker este Wendy Lin[11]
- Sigourney Weaver este Directoarea
- Tim de Zarn este Mordecai
- Jodelle Ferland este Patience Buckner
- Matt Drake este Judah Buckner
- Dan Payne este Mathew Buckner
- Dan Shea este Tatăl Buckner
- Maya Massar este Mama Buckner
- Tom Lenk este Ronald, intern